# Colored Soldiers Monument in Frankfort

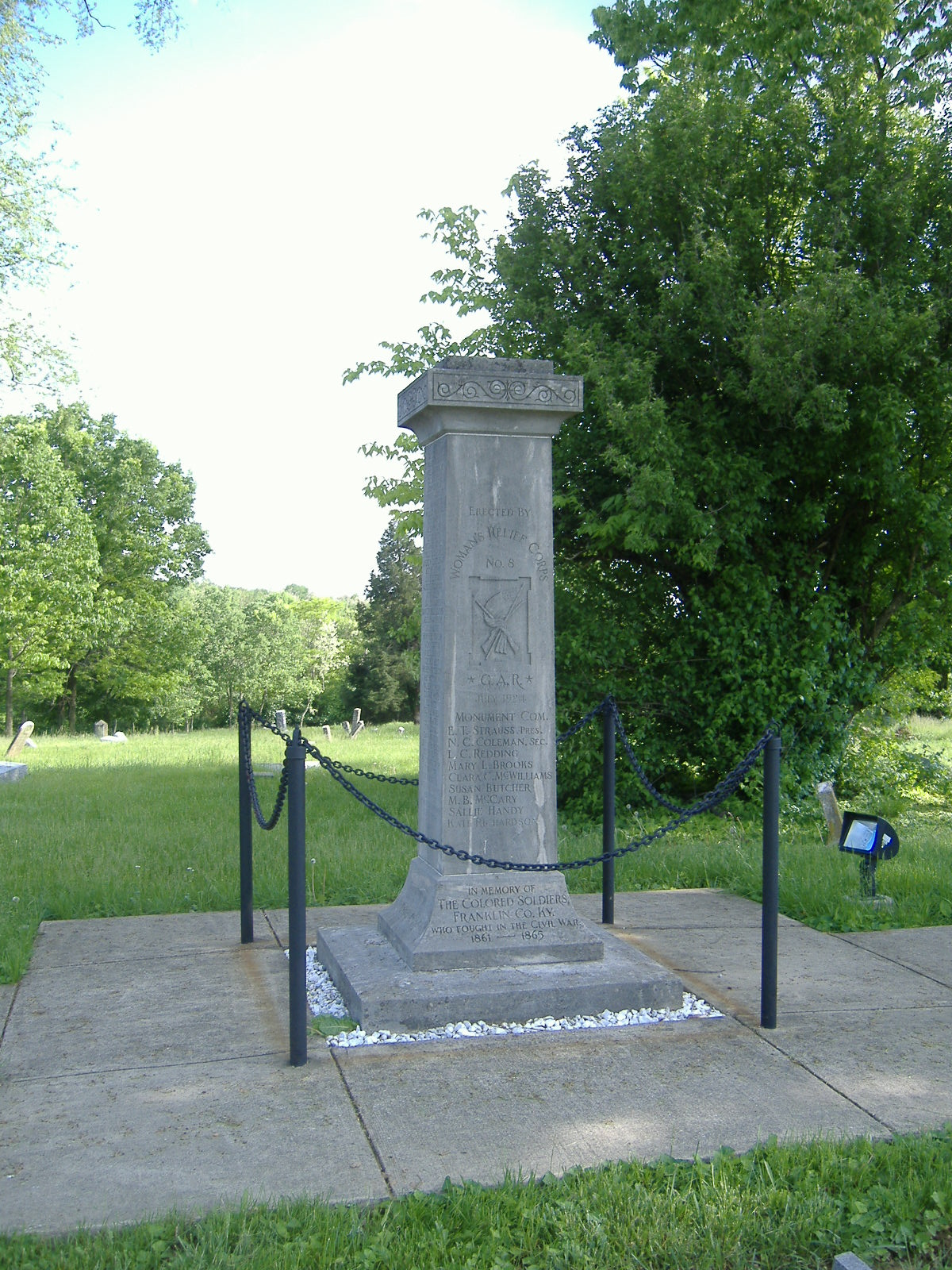
Blick auf das Denkmal

Das Colored Soldiers Monument auf dem Green Hill Cemetery in Frankfort, Kentucky an der Kreuzung von U.S. Highway 60 und U.S. Highway 127 ist das einzige Kriegerdenkmal in Kentucky, das Angehörigen der afroamerikanischen United States Colored Troops gewidmet ist, die am Sezessionskrieg teilgenommen haben und nur eines von vier solchen in den Vereinigten Staaten überhaupt. Es ist neben dem GAR Monument in Covington das einzige weitere von der Grand Army of the Republic errichtete Denkmal in Kentucky.

## Geschichte
Aufgrund von Gesetzen war es im Bundesstaat Kentucky bis zum 1. März 1864 nicht erlaubt, Schwarze zu rekrutieren. Insgesamt wurden 23.703 Afroamerikaner aus Kentucky in 23 Regimenter der Unionsarmee aufgenommen, rund ein Drittel aller Soldaten, die aus Kentucky auf Seite der Union gegen die Confederate States Army kämpften. Die eingeschriebenen schwarzen Soldaten erhielten sofort alle Bürgerrechte. Zwar wurde diesen Soldaten zumeist Kasernendienste zugeteilt, dennoch hatten sie auch Feindkontakt, zumeist in Tennessee und North Carolina. Nach dem Ende des Krieges schickte man sie nach Texas, um Frankreich zu entmutigen, Mexiko zu erobern. Nur der Staat Louisiana stellte mehr afroamerikanische Soldaten auf als Kentucky.
Das Monument wurde 1924 aus Kalkstein erbaut. Die Basis besteht aus gegossenem Beton. Die Inschriften um die Säule nennen die Namen der 142 aus Zentralkentucky stammenden afroamerikanischen Soldaten. Über die Baukosten ist nur bekannt, dass sie mehrere hundert Dollar betrugen. Das Denkmal wurde am 4. Juli 1924 gewidmet.
Am 17. Juli 1997 wurde das Colored Soldiers Monument in Frankfort mit 60 weiteren Denkmälern in Kentucky dem National Register of Historic Places hinzugefügt. The Confederate Monument in Frankfort ist das einzige weitere in Frankfort; es befindet sich auf dem Frankfort Cemetery, eine Meile weiter westlich.

## Galerie

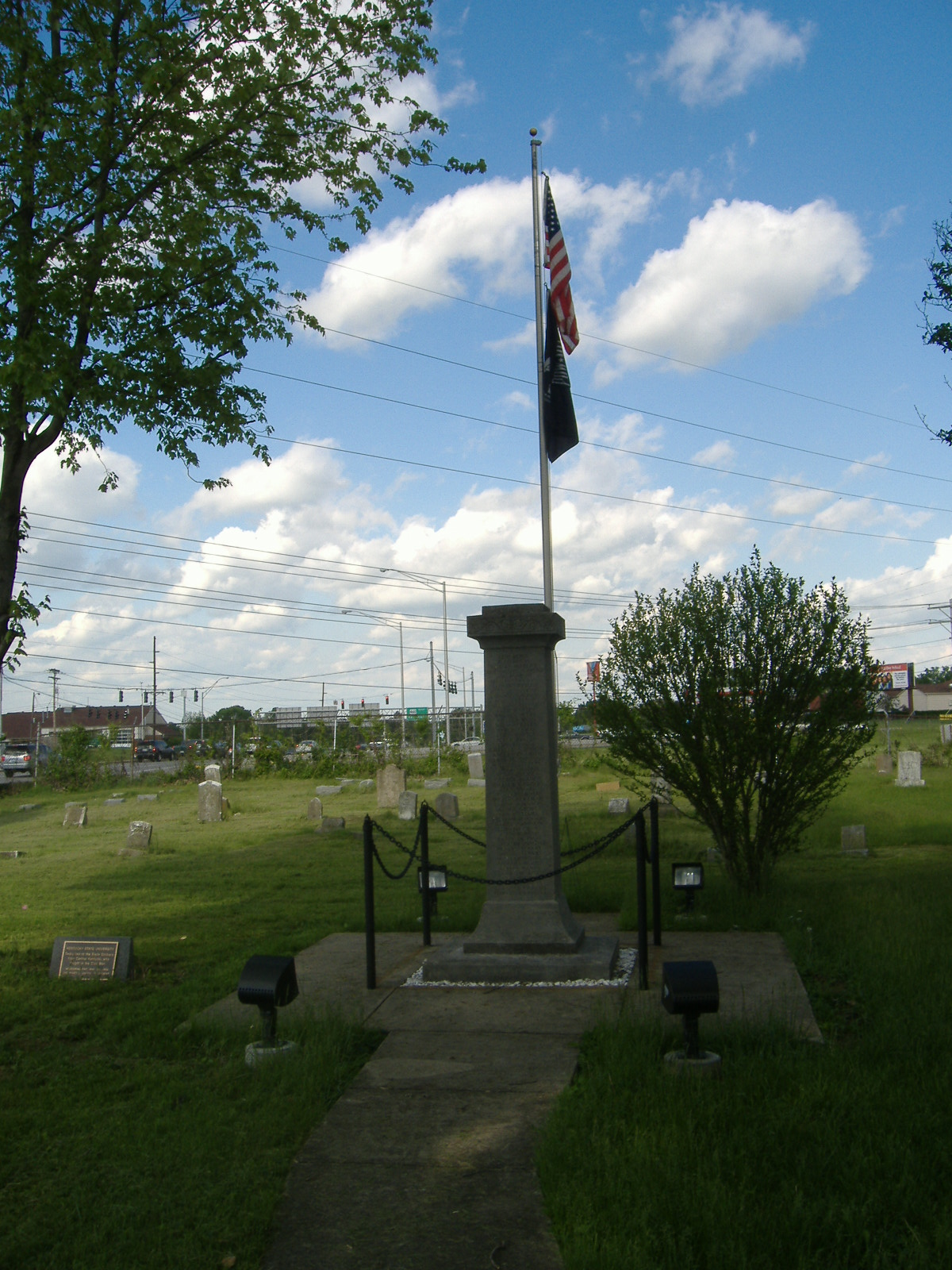
Westseite
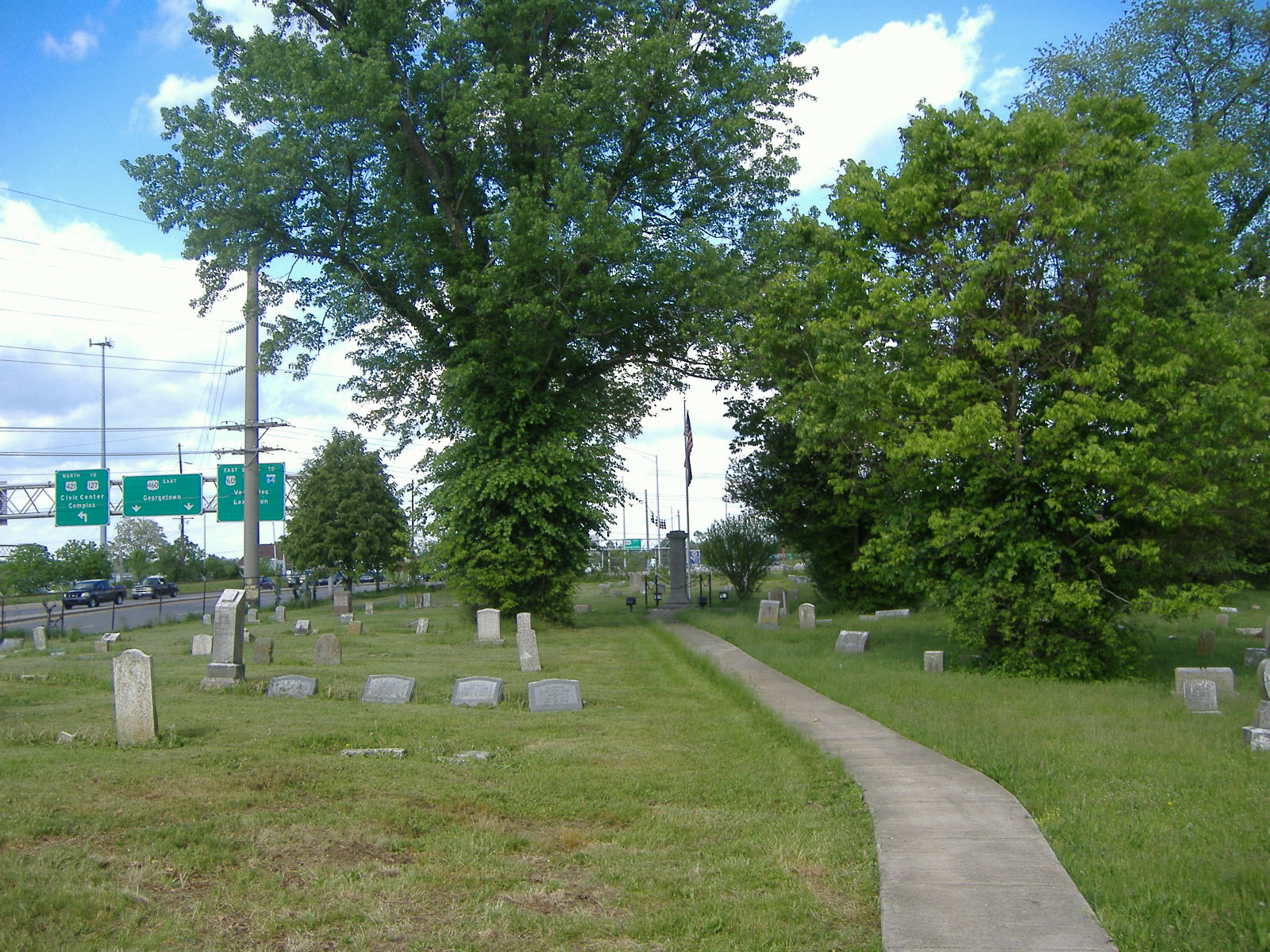
Ansicht vom Friedhofsweg
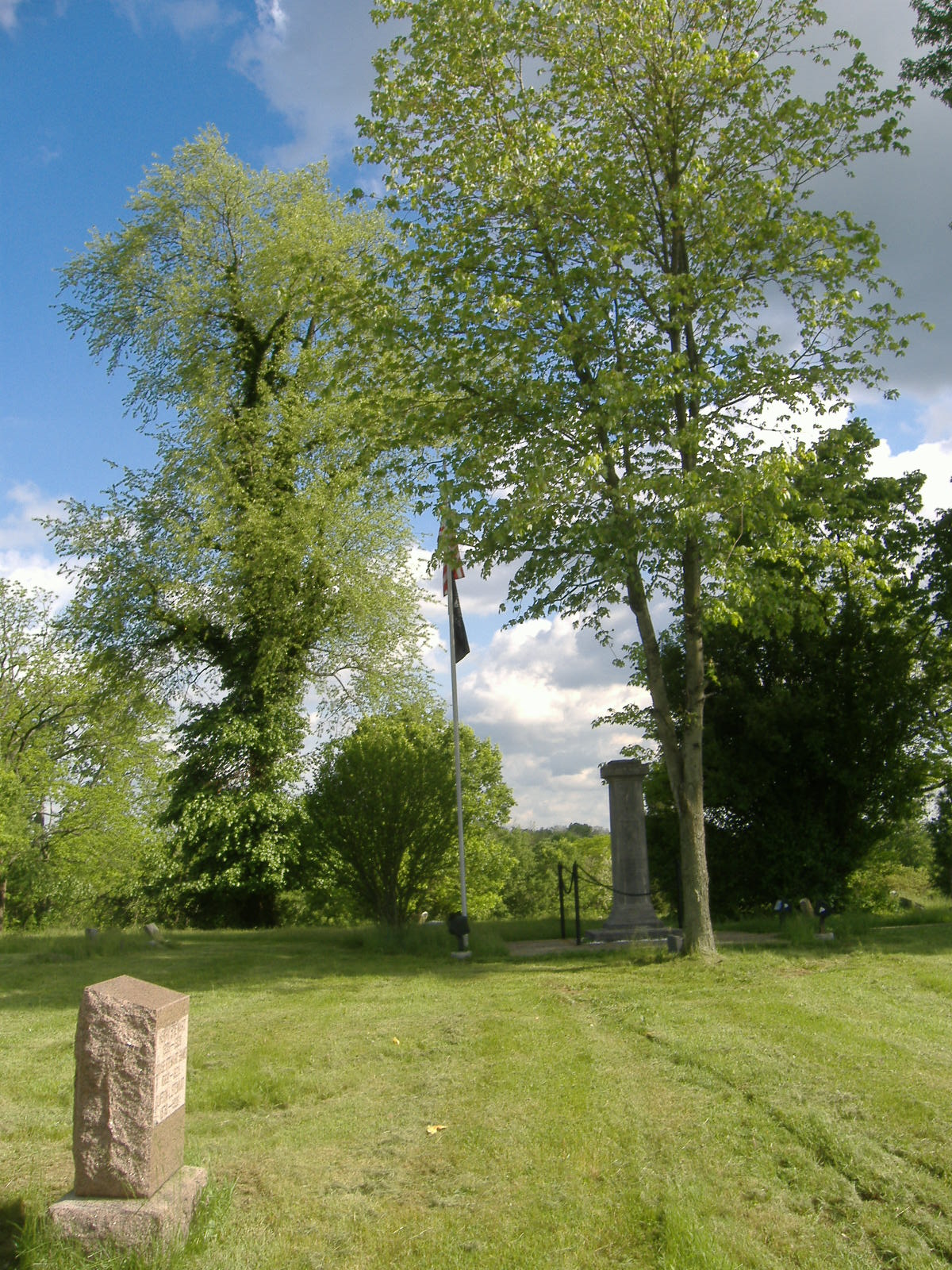
Ansicht von US 60
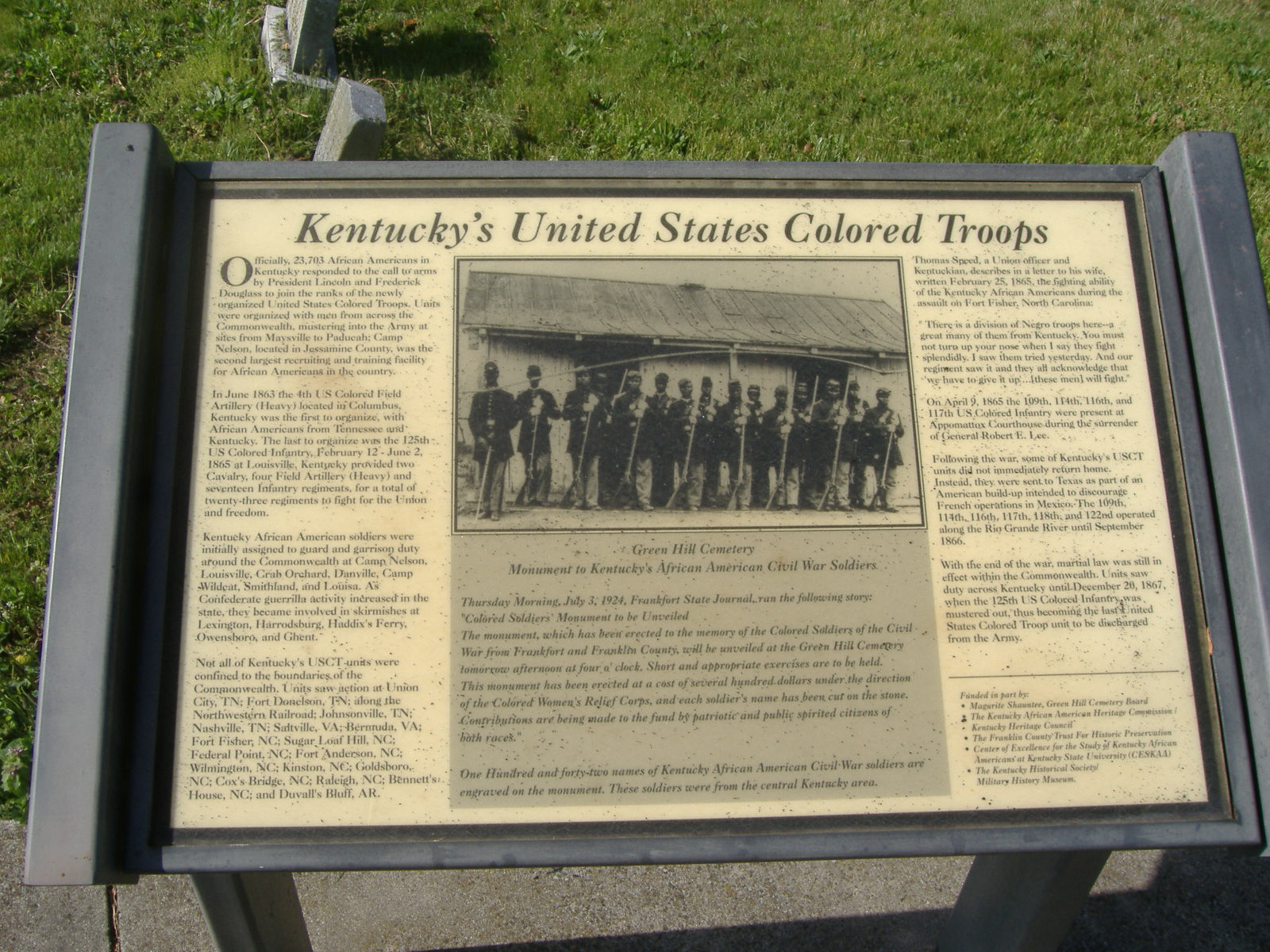
Hinweistafel

## Belege
1. 1 2 3  Civil War in Kentucky
2. ↑  Hinweistafel vor Ort, siehe Galerie.
3. ↑  Joseph E. Brent: Civil War Monuments in Kentucky, 1865-1935. (PDF, 1,81 MB) In: National Register of Historic Places Multiple Property Submission. National Park Service, 8. Januar 1997, archiviert vom Original am 12. Oktober 2012; abgerufen am 17. Juni 2009 (englisch).  Info: Der Archivlink wurde automatisch eingesetzt und noch nicht geprüft. Bitte prüfe Original- und Archivlink gemäß Anleitung und entferne dann diesen Hinweis.

Koordinaten: 38° 12′ 18,6″ N, 84° 50′ 15,5″ W